# Марија Топаловић
Марија Топаловић (Краљево, 1988), српски је уметник.

## Биографија
Завршила је средњу Уметничку школу у Краљеву и дипломирала на Филолошко-уметничком факултету у Крагујевцу, одсек за Примењену уметност, смер зидно сликарство и дизајн, у класи професора Жељка Ђуровића.
Радила у Заводу за заштиту споменика културе у Краљеву, на рестаураторским радовима Петрове цркве у Новом Пазару, 2009. године.
Радила на рестаураторским радовима и осликавању нове фреске Христа Пантократора у Саборној цркви Светих Архангела у Пожаревцу, 2018. године.

## Изложбе (издвојено)
- Колективна изложба слика 18 аутора Србије и Русије под називом „Израел”, хуманитарног карактера, Ваздухопловни савез Србије, Београд 2016.
- Изложба радова краљевачких уметника, Галерија Маржик, Краљево, 2014.
- Пета ликовна колонија „Голија Рудно“ Краљево, 2013. године.
- Колективна изложба радова краљевачких уметника поводом „Краљевдана“ 7. октобар, Краљево 2013.
- Завршна изложба студената, студијског програма зидно сликарство FILUM-a у Крагујевцу, Народна библиотека „Вук Караџић“, Крагујевац 2012.
- Десета међународна изложба „Жене сликари“, Галерија Центра за културу, Мајданпек 2012.
- Колективна изложба V BIJENALE MOZAIKA „Траг епоха“, галерија СКЦ Нови Београд, 3. април 2012.
- Бијенале студентског цртежа, Галерија Студентски град, Београд 2012.
- Презентација рада на мозаику, Трећи међународни сајам камена STONE EXPO, Крагујевац 2011.[2]

## Галерија
- Архангел Михаило, уље на платну 100х70cm
- Милешевски Свети Сава, природни пигменти на платну, 35х30cm
- Св. Николај Мирликијски, природни пигменти на платну, 30х22cm
- Св. Архангел Гаврило, природни пигменти на липовој дасци са позлатом, 44,5х34,5 cm
- Фреска Пантократора, комбинована техника, 300х220cm
- Евгений Родионов, уље на платну, 70х45cm
- Милешевски Бели анђео, природни пигменти на платну, 100х70cm
- Теодор, оловка у боји на папиру; Димензије: 43цм x 33цм.

- Глобално загревање, уље на платну, 100х70cm
- Плесачи, уље на платну, 60х80cm
- Манастир Жича, уље на платну, 50x80cm
- Матушка, уље на платну, 150cmx100cm
- Тајна душе, уље на платну, 120x100cm
- Плесачи 2- уље на платну, 90х65cm
- Рускиња, уље на платну, 100х70cm
- Antica - мозаик, техника директног убадања, 180х120cm